# Nixon Now
I Nixon Now è una rock band di Amburgo. Sono stati fondati nel 1997 e sono basati su gruppi rock di Detroit come The Stooges o MC5. Il critico rock americano Kevin McHugh scrive: "Se qualcuno può eguagliare l'MC5 e gli Stooges al loro meglio, è Nixon Now". I Nixon Now hanno finora pubblicato tre dischi e numerosi 7" e hanno suonato con band come Thee Hypnotics, The Sonics e Radio Birdman.

## Formazione
- Andi Schmidt – voce e chitarra ritmica
- Sven Anders  – chitarra
- Robin Eggers (2023 - ) basso
- Torben Fischer – batteria

Ex componenti
- Christian Smukal basso (2021 - 2022) († 2022)
- Tom Beege basso (2007 - 2020) († 2020)
- Stephan Rath batteria (1996 - 2011)
- Marc Zimmermann basso (1996 - 2007)

## Discografia
Album in studio
- 1999 - Solution Revolution (Loudsprecher Records)
- 2005 - Altamont Nation Express (Elektrohasch Records)
- 2018 - The Now Sound (Elektrohasch Records)
- 2020 - Whatsoever (Burger Records)